# Jean Reynaud
Jean Ernest Reynaud, född den 14 februari 1806 i Lyon, död den 28 juni 1863 i Paris, var en fransk statsman och filosof.
Reynaud inträdde 1824 vid École polytechnique, anställdes som gruvingenjör 1830, men efter julirevolutionen måste han ta avsked. Detta hindrade honom dock inte att 1849 öppna en kostnadsfri kurs vid École des mines. Då han efter statskuppen den 2 december 1851 vägrade avlägga eden, blev han struken från förteckningen över miningenjörerna. 
Liksom flera av sina kamrater vid polytekniska skolan anslöt han sig till saint-simonismen och lämnade bidrag till "Organisateur", "Globe", "Prédications saint-simoniennes" och "Missions de province". Sedan Enfantin infört i saint-simonismen den fria kärlekens principer, bröt Reynaud med denna riktning och uppsatte tillsammans med sin förtrogne vän Pierre Leroux "Revue encyclopédique" (1835) och började ge ut en "Encyclopédie nouvelle" (1836; ofullbordad). 
Sedan efter 1848 års revolution Carnot blivit undervisningsminister, blev Reynaud ordförande i en kommitté för den vetenskapliga undervisningens ordnande och utövade en omfattande verksamhet i undervisningsdepartementet. Även efter Carnots fall var han medlem av nationalförsamlingen, men nedlade sitt mandat 1849. 
Han utgav Discours sur la condition physique de la terre (1840), Considérations sur l’esprit de la Gaule (1847) samt sitt huvudarbete, Terre et ciel (1854; 6:e upplagan 1866). Genom detta arbete, som på sin tid väckte mycket uppseende, sökte han åstadkomma en reform av de religiösa föreställningarna. 
Han ville ersätta tron på ett liv efter detta i rent andligt tillstånd med att antaga en odödlighet för människorna på andra himlakroppar, liksom han trodde, att människan även före jordelivet börjat sin själavandring och här på jorden hade att uppbära följderna av sin föruttillvaro. Härmed trodde han sig öppna utsikterna till en oändlig utveckling mot allt högre fullkomlighet.